# Giannotto Lomellini
Giannotto Lomellini (* um 1519 in Genua; † 1574 ebendort) war der 68. Doge der Republik Genua.

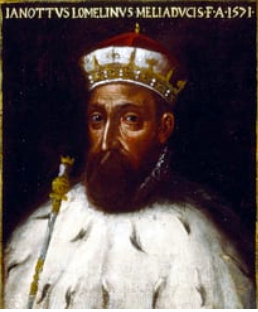
Giannotto Lomellini

## Leben

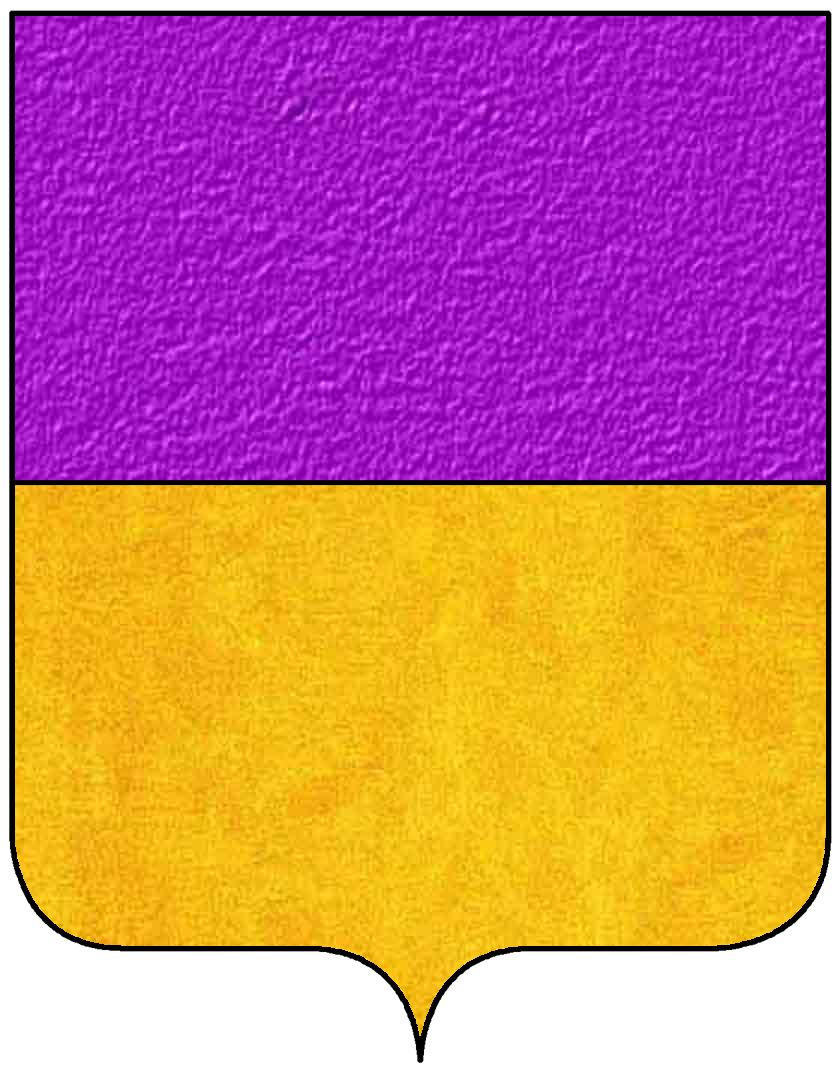
Wappen der Adelsfamilie Lomellini

Er wurde als Mitglied der Adelsfamilie Lomellini und Sohn von Andreola Spinola um 1519 in Genua geboren.
Es gibt nur sehr wenige Informationen über die staatlichen oder hochrangigen Positionen, die Giannotto Lomellini in der Zeit vor Dogeat innehatte. Als Angehöriger des"„alten“ und nicht des „neuen“ Adels wurde er am 10. Oktober 1571 in das höchste Amt des genuesischen Staates gewählt. Er setzte sich gegen drei andere Dogenkandidaten durch: Gerolamo Lomellini, Francesco Lomellini und ein Mitglied der Familie Doria.
Wie seine Vorgänger musste sich auch der neue Doge Lomellini – der 23. seit der 2-Jahres-Reform und der 68. in der Geschichte der Republik – mit den neuen Adelskonflikten auseinandersetzen, die die Straßen der genuesischen Hauptstadt prägten. Zu Beginn seiner Amtszeit zeugen die Annalen von einem erheblichen Konflikt mit Matteo Senarega, dem geschätzten und mächtigen Kanzler der Republik und künftigen Dogen im Zweijahreszeitraum 1595–1597, weil Lomellini behauptete, er selbst könne die Briefe gleichrangig mit ausländischen Fürsten unterzeichnen, was in der genuesischen Ordnung nicht vorgesehen war.
Glücklicher war er mit der wichtigen politischen Strategie zur Unterwerfung Korsikas nach den vom Anführer Sampiero Corso initiierten Unabhängigkeits- und Anti-Genueser-Unruhen. Sampieros Sohn Alfonso kehrte aus Frankreich zurück um die Kapitulation mit der Republik auszuhandeln.
Nach dem Ende seines Mandats, am 10. Oktober 1573, starb Giannotto Lomellini 1574 in Genua und wurde in einer Kapelle am Ende des rechten Seitenschiffs der Kirche Santissima Annunziata in Sturla beigesetzt.